# 1FLTV

logo 1FLTV

1FLTV (voluit: 1. Fürstendum Liechtenstein Television) is het enige televisiekanaal in het vorstendom Liechtenstein. De uitzendingen werden gestart op 15 augustus 2008. De uitzending is in het Duits.

## Eurovisiesongfestival
De Liechtensteiners trachtten van tijd tot tijd deel te nemen aan het Eurovisiesongfestival, maar dit was niet mogelijk omdat het land geen eigen televisiezender had en dat is essentieel voor een lidmaatschap van Eurovisie. Zowel in 1969 als in 1976 werden de inzendingen van Liechtenstein geweigerd. Met de komst van 1FLTV is het nu in ieder geval theoretisch mogelijk geworden dat het land mag meedoen.